# Viktor Manakov
Viktor Manakov, född 26 juli 1960 i Budogosjtj i Leningrad oblast, Ryssland, död 12 maj 2019 i Moskva, var en rysk (sovjetisk) tävlingscyklist som tog OS-guld i lagförföljelsen vid olympiska sommarspelen 1980 i Moskva.